# The Dungeons & Dragons Miniatures Game
Dungeons & Dragons Miniatures Game, vanligen förkortat till D&D Minis, är ett figurspel av så kallad skirmish-typ där striderna som iscensätts inte är fältslag utan små sammandrabbningar med en handfull figurer. De enskilda figurerna föreställer personer, varelser och monster från rollspelet Dungeons & Dragons. Figurspelets regler är en förenklad version av rollspelets, då det förra enbart är fokuserat på strid.
Innan varje match bestämmer deltagarna hur många poäng som ska användas; vanligtvis spelas 200-poängsmatcher. För dessa poäng "köper" varje spelare figurer bland sina egna figurer. Varje enskild figur är värd ett antal poäng beroende på hur bra den är. Innan man börjar kommer man även överens om vilka vinstkriterier som ska användas. Vanligen fortsätter man tills den ene spelarens alla figurer är utslagna eller tills en överenskommen tid gått, vanligen en timme, då man räknar ut vem av spelarna som orsakat sin motståndare störst förluster. 